# Église Sainte-Jeanne-de-Chantal de Notre-Dame-de-l'Île-Perrot
Pour les articles homonymes, voir Église Sainte-Jeanne-de-Chantal.
L'église Sainte-Jeanne-de-Chantal est une église catholique située à Notre-Dame-de-l'Île-Perrot, à l'ouest de Montréal, au Québec (Canada). Construite entre 1773 et 1774, c'est l'une des plus anciennes églises rurales en Amérique du Nord.

## Localisation
L'église est située sur un promontoire de l'île Perrot, sur une falaise surplombant le fleuve Saint-Laurent. Elle se trouve dans la municipalité de Notre-Dame-de-l'Île-Perrot, en face de la ville de Beauharnois, au sud.
Le clocher sert de point de repère à la navigation. Elle est considérée une des dix églises les plus représentatives de l’architecture religieuse en milieu rural en Amérique au XVIIIe siècle. L'église est dédiée à sainte Jeanne de Chantal à l'honneur de la dévotion de la seigneuresse Jeanne-Françoise Cullerier pour cette sainte.

## Histoire

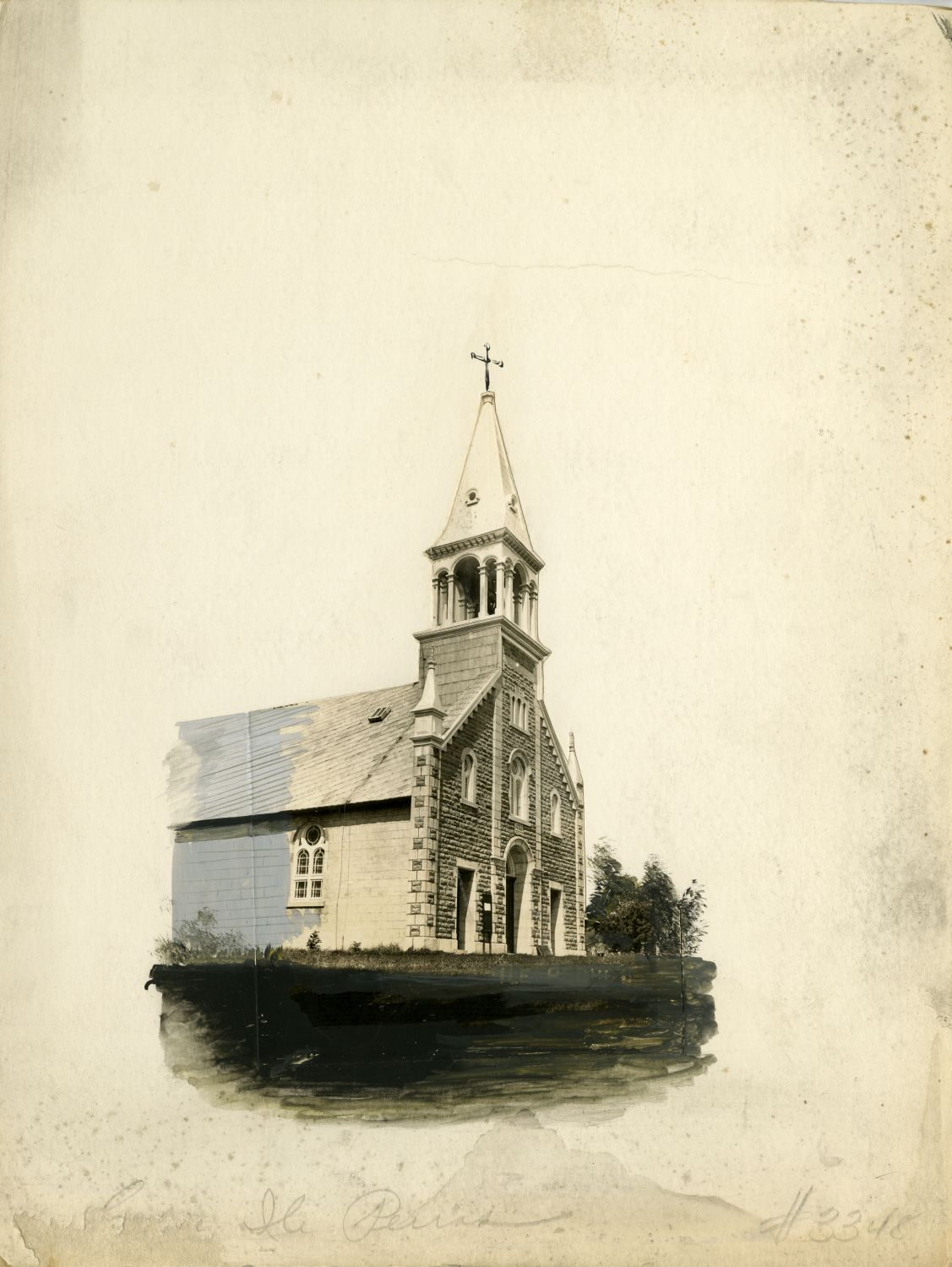
L'église en 1900

L'île Perrot a été concédée à François-Marie Perrot par Jean Talon en 1672. Jusqu'en 1721, l'île faisait partie de la paroisse de Pointe-Claire, mais les résidents de l'île préféraient fréquenter la paroisse de Sainte-Anne-du-Bout (aujourd'hui Sainte-Anne-de-Bellevue) pour les services religieux. Peu importe l'église, ils devaient y aller en canot. Une chapelle a été construite sur l'île en 1740. Elle a rapidement été jugée trop petite et en 1753, le seigneur Jean-Baptiste Leduc concède le site où est située l'église actuelle. La construction n'a commencé qu'en 1773, et a elle été ouverte au culte à l'automne 1774. L'église d'origine a un plan rectangulaire, avec à peu près les mêmes dimensions que la nef actuelle, se terminant par une abside semi-circulaire. Les murs extérieurs ont été construits en maçonnerie de grès ocre. En 1838, elle a été recouverte d'un crépi, qui a été réparé plusieurs fois par la suite puis retiré complètement en 2016.
Au début, la paroisse était desservie par un prêtre itinérant, puis, en 1789, par un prêtre résident. La fabrique à peu à peu acquis des meubles, des peintures et des vases sacrés. La nef a été allongée de dix mètres en 1812. Un clocher été ajouté en 1842 et en 1848, l'église a été agrandie sur le côté de la sacristie. La sacristie a brûlé en 1852 et a été reconstruite en 1853. Le clocher a été frappé par la foudre en 1863, et n'a pas été réparé pendant deux ans. En 1864, le bardeau de cèdre qui couvre l'église et la sacristie a été remplacé par de la tôle à la canadienne.
En 1896, le clocher s'est effondré lors d'un coup de vent et a dû être reconstruit. Dans sa chute la tour a endommagé la façade de l'église. En 1901, la nef a été allongée de 2,5 mètres et une façade-écran a été construite, avec une nouvelle cloche de la tour de 21 mètres de haut. L'architecte Alcide Chaussé (en) (1868-1944) a conçu la nouvelle façade de style éclectique. De nouvelles cloches ont été installées en 1925. L'église a été classée comme immeuble patrimonial en 1961 par le ministère des Affaires culturelles. En 2008, elle a été désignée comme l'une des "Sept Merveilles de la région de Vaudreuil-Soulanges".

## Description
L'église originale avait une dimension de 18,3 m par 9,1 m, et de 5,5 m à la hauteur du faîte du toit. Il y avait huit fenêtres de verre avec des volets et une porte. Le plafond est voûté, fait de planches blanchies, et recouvert de bardeaux de cèdre. En 1812, la nef a été prolongée d'environ 10 mètres et l'abside semi-circulaire a été remplacée par un chœur droit. Une sacristie a été construite comme une extension du chœur à ce moment.
Avec l'ajout de deux chapelles latérales, le bâtiment a pris la forme d'une croix latine. La façade de l'église avait à l'origine une porte, mais la rénovation de 1901 a ajouté deux portes et quatre fenêtres.
La décoration intérieure est dans les styles Louis XV et Louis XVI, typique de l'architecture québécoise traditionnelle. Le tableau du maître-autel représentant Jeanne de Chantal a été acquis en 1790. Il a été attribué au peintre Louis Dulongpré (1759-1843). Joseph Turcaut, qui avait étudié sous le sculpteur Joseph Pépin (1770-1842) dans l'atelier des Écores, fait le lambris et le faux plafond entre 1812 et 1819, et probablement aussi les autels. En 1828, Louis-Xavier Leprohon (1795-1876), également de l'atelier des Écores, fait les retables, l'entablement de la nef et l'ornementation du faux-plafond. Le travail de Turcaut et Le Prohon a été conservé intact. Les médaillons de l'Ecce Homo et La Vierge de douleur par des artistes inconnus ont été installés en 1828, en même temps que le retable. Le Miracle de saint Antoine et le Baptême du Christ, dans le transept sont également peints par des artistes inconnus.
Le transept a aussi une peinture du Christ dans la douleur, peint en 1881 par Joseph Dynes (1825-97) de Québec. Le retable du bras ouest du transept a une statue de Notre-Dame de la Garde, offerte en 1849 par les Sulpiciens de Montréal. C'est l'une des premières statues faites par les sœurs Grises de Montréal en papier mâché, une technique qu'elles ont souvent utilisée par la suite.
Le presbytère a été construit en 1780 par Basile Proulx. C'est une grande maison en pierre dans le style typique de la période. L'extérieur est inchangé, mis à part un agrandissement en 1992. L'intérieur a été restauré dans les années 1850 après un incendie qui avait causé de graves dommages. Le prêtre vivait dans une partie de l'édifice, qui contenait la salle des habitants. Cette pièce a aussi été utilisée comme école pour un bref laps de temps. Autour de 1860, elle est devenue la première bibliothèque de l'île. Le cimetière derrière l'église date de 1793, et a été entouré par un haut mur de pierre. Il a été agrandi et le mur reconstruit en 1942. Un cimetière terrassé accessible par un grand escalier central a été construit entre 1951 et 1959, en pente vers le Saint-Laurent. Il s'agit du seul cimetière terrassé au Québec. La chapelle du Souvenir a été construite en 1953, une reconstruction de la petite chapelle. La chapelle commémorative utilise des pierres de la chapelle originale de Pointe-du-Moulin.